# ランス・アンド・マスクス
『ランス・アンド・マスクス』（Lance N' Masques）は、子安秀明による日本のライトノベル作品。イラストは茨乃が担当する。『ぽにきゃんBOOKS』（ポニーキャニオン）より2013年12月から2018年8月まで刊行された。略称は「ランマス」。
『ぽにマガ』（ポニーキャニオン）にて2014年6月から2015年9月までコミカライズ版が『ランス・アンド・マスクス-インサイドプラス-』（Lance N' Masques -inside PLUS-）のタイトルで配信された。また、テレビアニメが2015年10月から12月まで放送された。

## あらすじ
中世から続く伝統ある「現世騎士団」に所属していた騎士の末裔・花房葉太郎は「普通の暮らしがしたい」と生まれ育った本拠地の島を抜け、彷徨っていた。そんなある日、財閥令嬢の幼女・鬼堂院真緒の危機を見るや葉太郎は今ひとつの姿である仮面の騎士「ナイトランサー」に変身し、彼女を救い忠誠を誓う。憧れだった「自身を守るヒーロー」の出現に大喜びする真緒だが、この行動は葉太郎にしてみれば望まぬ「騎士道体質」のせいであり、しかも島からは教育係の朱藤依子、従騎士のアリス、愛馬の白姫も彼を追いかけて来ることに。
かくして森羅（しんら）学園高等部に編入することになり、念願の「普通の高校生としての暮らし」を送るはずだった葉太郎だが学校ではその願いはなかなか叶わず、さらに葉太郎や真緒を狙う影が忍び寄るのであった。

## 登場人物

### 主要人物
花房 葉太郎（はなぶさ ようたろう）
声 - 山下大輝
本作の主人公。16歳の少年。中世から続く騎士団「現世騎士団（ナイツ・オブ・ザ・ワールド）」の元メンバー。騎士としてのランクは9段階の最下位で単に騎士（ナイト）と呼ばれる。幼い頃から「女性への無償の愛」を徹底的に叩きこまれたため、いついかなる時でも困っている女性を助けて忠誠を誓う「騎士道体質」の持ち主となってしまう。
女性が危機に陥るのを見ると無意識のうちに仮面を装着し、伸縮自在の大きなランスを武器にして戦う。この姿は真緒や周囲から「ナイトランサー」と呼ばれることになる。
騎士がいやになり島を出たものの何の当てもなくさまよっていたところで真緒と会い泊めてもらう。真緒の家に住むようになってから学校に通うことになり、森羅学園の高等部1年生になった。
玉鳳と親子の契りを交し義理の親子の関係となった、その祭に真緒が、葉太郎の妻として名乗り出され彼は彼女の気持ちを苦笑ながらも受け入れ二人を支えるために強くいき続けると固く決意する。
金剛寺との最初の戦いで自身の武器が破壊されたものの、2度目の戦いで父の聖槍「ロンゴミアント」を一時的に受け継ぐ。その後金剛寺から新たな槍を受け取る。四神のリーダーであるドルゴンとの戦いで真っ向から立ち向い、その実力が認められ、1階級上の大騎士（アークナイト）に昇進する。
鬼堂院 真緒（きどういん まきお）
声 - 小澤亜李
本作のヒロイン。6歳の幼女で大財閥の令嬢。母は既に亡くし、父は決して娘の前に姿を現さない。結果、家から与えられた広大な屋敷にひとりで住んでおり（使用人はいるが夕方になると全員屋敷から退去する）、就学もしていなかった。騎士団の本拠地である島を抜け、街を彷徨っていた葉太郎とひょんな事から知り合い、彼とともに森羅学園に通い始める。初等部1年生。葉太郎扮するナイトランサーをヒーローとして憧れの対象にしているが、その正体は知らない。しかし実は気づいていたが、正体を知られたヒーローが去ってしまうことを恐れて気づかない振りをしていた。
物語中盤に差し掛かる頃、玉鳳と花房葉太郎が親子の契りを交した祭に、花房葉太郎の妻を名乗り7歳年上の玉鳳とは義理の親子の関係となった。
「ナイトランサーの仲間」をイメージしたそれぞれのヒーロー名を周囲の人物に与えるが、これは後に実際にそれぞれが名乗ることになる。
朱藤 依子（すどう よりこ）
声 - 沼倉愛美
年齢不詳と呼ばれている。葉太郎の教育係で、彼に騎士道体質を身に着けさせた張本人。アリス・白姫とともに葉太郎を追ってきて、見つけた後全員で真緒の屋敷に住み込むことになった（その際「真緒を放置していた」として羽花を含め従来の使用人たちを独断で追放した）。
普段は地味なメイド姿で、常に鞭を手にしている。冷酷、かつ目付きが鋭いのが特徴で、彼や周囲は彼女に頭が上がらない。他人にはもちろん自分にも厳しいが、葉太郎の危機に際しては身を挺してこれを守ろうとする。皆に恐れられているが、真緒には唯一怒ることはない。しかし、厳しくしつけており、勝手は許さない。
元騎士であり当時の騎士のランクは第3位の座騎士（ソロネ）で別名「血のソロネ」。その実力は葉太郎や金剛寺よりも強く底が見えなく薔薇の意匠が施された銀色のランスを持ちそれは薔薇の鞭にも変化する。
普段まとめられている髪は本気で戦う際にはこれを解く。
葉太郎のことを大切に想い、彼が傷ついたり事件に巻き込まれたりすると、葉太郎を傷つけた人を許さない。葉太郎のことを心の底から想っており、その想いは恋愛なのか教育係としてなのかは本人もわかっていない。
大妃との戦いでは「ローズランサー」を名乗り大妃と死闘を演じるが最後は満身創痍ながらもランスチャージで勝利している。
アリス・クリーヴランド
声 - 三森すずこ
葉太郎に寄り添う金髪碧眼の従騎士（エスクワイア）。13歳の騎士見習い。森羅学園中等部1年生。彼を尊敬している。
騎士見習いのため槍で戦うことは許されておらず素手で格闘するが、年下のユイエンに負けて真緒を連れ去られてしまう。それ以後修行を重ね、騎士であるイ・キルハに引けを取らないまでに成長した。
キルハとの戦いでは仮面を着け「サニーランサー」を名乗る。
白姫（しろひめ）
声 - 諏訪彩花
葉太郎が駆る白馬。3歳。彼からは生まれたときから世話を受けている。
アリスとは会話ができるが、その時はイメージとして白いワンピースを身に着けた少女の姿になる（本編の他、アニメでの次回予告で見られる）。葉太郎達が森羅学園に通い始めてからは自身も学園に行きたいと思い依子から願いをかなえてもらい仲間と一緒に騎士部（外庭）に通っている。
劉 羽花（リュウ・ユイファ）
声 - M・A・O
鬼堂院家に仕える眼鏡のメイド。一度は依子によって追放されたが許されて復職した。17歳。森羅学園高等部2年生。同年代や年上にはおどおどした態度を取るが、年下に対しては「お姉ちゃん体質」が発動して尊大な性格になる。
幼い頃は「幇」に育てられ、組織の手先としてハッキングなどの犯罪に関わっていた。真緒の危機に際して葉太郎に自らの過去を明かす。持ち物のトランクはハッキングに使うコンピュータに変化する。

### 森羅学園
シルビア・マーロウ
声 - Lynn
現世騎士団のメンバーの少女で、17歳。森羅学園高等部2年生。騎士のランクは第7位の権騎士（プリンシパリティ）。騎士としての武器は銃にもなるランス。
葉太郎の騎士の先輩にあたる。自分より年上の若い騎士を「にーさん」「ねーさん」と呼び、依子もその中に含まれる。関西弁を話す。制服の胸元を開け着崩しするなど非常に気さくな性格。玉鳳を追って日本にやってきたのだが、そのまま葉太郎たちと行動を共にする。ミンとの戦いでは仮面を着け「シルバーランサー」を名乗る。
何 玉鳳（ホー・ユイフォン）
声 - 竹達彩奈
「幇」出身の暗殺者。13歳。無口な美少女で、腰に日本刀を差している。羽炎の催眠誘導でナイトランサーを探す様に仕向けていたが、初対面時に彼に師父（声 - 丹沢晃之）と同じ匂いを感じたことから「パーパ」と呼んで慕う様になる。後に真緒とも会うが真緒が「私はナイトランサーの妻、玉鳳はナイトランサーの娘、よって玉鳳は私の娘でもある」という勝手な解釈をし自らの屋敷に住まわせることにしたが、いつしか彼女も「マーマ」と慕う様に。葉太郎の影響で戦いの際には仮面を装着する様になり、「シャドウセイバー」を名乗る。孫大妃の事件解決後に森羅学園の中等部1年生として通い始める。
劉 羽炎（リュウ・ユイエン）
声 - 田中あいみ
「幇」に育てられた少年で、羽花とは血の繋がらない妹。11歳。鎧を非常に尊敬しており、普段はオヤビンと呼んでいるが、時折パパと呼ぶことがある。鎧がナイトランサーに敗れたことでナイトランサーを非常に敵視しているが、ユイフォンに殺されそうになったときに彼が重傷を負いながら助けたため内心では敵意を捨てた。孫大妃の事件解決後に和解し森羅学園の初等部5年生として通い始める。当初アリスも敵視していたが、鎧から技を学んだ者として実力は認めている。
五十嵐 冴（いがらし さえ）
声 - 花守ゆみり
葉太郎のクラスメイト。世話を焼くのが好きだが、少々お堅い性格。ナイトランサーに助けられるも初対面時に手に口付けをされたことから彼を変態呼ばわりする。しかしナイトランサー＝葉太郎という事実は当初は知らなかったので葉太郎の方には好意的な態度で接していたものの、彼がシルビアを激励する意味で抱くシーンを目撃するとこれに嫉妬している。後に葉太郎の口からナイトランサーの正体を聞くことになる。
陽月 のり（ひづき のり）
声 - 内山夕実
森羅学園高等部の生徒。アニメでは3年生と言われたが、原作では葉太郎や冴よりも先輩とだけ判明。学園一の秀才であり、留学経験がある。大のヒーロー好きであり、留学していたのも世界中のヒーローに関する勉強をするため。また真緒にヒーローの魅力を教えた張本人であり、後に学園に「騎士部」を創設する。

### 現世騎士団（ナイツ・オブ・ザ・ワールド）
花房 森（はなぶさ しん）
声 - 石田彰
葉太郎の父親。騎士のランクは第1位で4人の熾騎士（セラフ）の一人。そして唯一扱える聖槍「ロンゴミアント」の使い手。「伝説の騎士」として他騎士から尊敬される存在だが放浪癖があり、ある理由から葉太郎を頼子に託して、旅に出ていってしまう。
本来、葉太郎を溺愛していて、誰であろうと彼に害為す輩には容赦ない
白椿（しろつばき）
声 - 井上喜久子
森が駆る白馬。白姫の母親。
金剛寺 鎧（こんごうじ がい）
声 - 松山鷹志
騎士のランクは第3位の座騎士（ソロネ）（アニメでは「ソロネの騎士」）。葉太郎が幼い頃に世話になった人物で、現在は鬼堂院財閥のセキュリティ担当。
右腕がランスと一体化し、かつてひとりで「幇」を壊滅させたほどの実力を持つ。子供には優しく接しており、組織壊滅後に身寄りの無くなった羽花・羽炎の養父となる。
真緒の件でロンゴミアントを託された葉太郎と戦い敗北、その時の傷が元で騎士としては再起不能となる。

#### 東アジア区館
孫 大妃（スン・ターフェイ）
声 - 小山茉美
現世騎士団東アジア区館（プライオリー）の館長（ピラー）。騎士のランクは第2位の智騎士（ケルブ）。普段はよく筋トレをしている。武器は棍棒のような形状で先端が回転するランス。マッチョ体型の女性で、溺愛している葉太郎にナイトの称号と仮面を与えたが、金剛寺に葉太郎が勝利すると、側近の「四神（しじん）」に彼を連れ戻す様に命じる。
料理も得意で、満漢全席をひとりで作ってしまうほどの腕前を持つ。
持ち前のパワーで小手先のテクニックはねじ伏せることが出来、 依子との戦いも終始優勢に進めるが最後は底力を見せた彼女の前に敗北する。依子への謝罪を兼ねて葉太郎を第8位の大騎士（アークナイト）に昇進させた。
小籠（シャオロン）
声 - 新田ひより
大妃が飼っているセンザンコウ。
ドルゴン
声 - 新井良平
「四神」のリーダー。ランクは第5位の力騎士（ヴァーチャー）。武器は巨大な弓矢になるランスでランス自体を矢として打ち出すことが出来る。葉太郎が幼い頃に憧れた人物。彼同様、戦いの際には仮面を装着する。大妃が依子に敗れ気絶していたところに遭遇し死んだと思い激昂、依子を殺そうとするが葉太郎に阻まれてしまい激突し互角以上に戦い僅差で勝利しランスを突き刺そうとするが目覚めた大妃が間に平静を取り戻す。そして償いで騎士をやめようとするが大妃の説得で思いとどまる。
イ・キルハ
声 - 保志総一朗
「四神」の一人。力騎士（ヴァーチャー）。戦いの時でも常に笑顔を忘れない人物ではあるが他者を見下す高慢な性格をしている。アリスとユイエンと戦いアリスのアリスチャージ（頭突き）が腹部にあたり敗北するがそれは演技であり森の指示によるものであった。
フランソワ・ミン
声 - 山口立花子
「四神」の一人。力騎士（ヴァーチャー）。シルビアを「シルビー」と呼び可愛がっていた。肌の露出が多い。ドルゴンのことが大好きではあるが言い出せないでいる。
ハナ
声 - 新田ひより
「四神」の一人。ランクは第6位の能騎士（パワー）。浅黒い肌と猫耳を持ち、クールな性格。

#### アフリカ区館
ウアジェ・ラジヤ
声 - 大原さやか
アフリカ区館館長。騎士のランクは第2位の智騎士（ケルブ）。大妃とは敬遠の仲で、ナイトランサーの仮面を破壊した。武器は巨大なランスだけでなく盾型の「真実を伝える眼」と言葉巧みな負の言い方で相手の精神を操り服従させる。
現世騎士団の頂点に立とうと暗躍するが、葉太郎に手を出したことで森の妨害により野望は潰える。

### その他の人物
真緒の父 / 鬼堂院 明（きどういん あきら）
声 - 野島健児
真緒の母の死後、真緒を放置していたが、葉太郎たちが住み着いたという報告を受けると真緒を外国の養子に出そうとした。ナイトランサーが連れ戻しに来てからは、そのまま日本で暮らすことを黙認し、学校へも通わせるようになった。
アニメでは森と知り合いで、亡き妻について共通の過去を持っているらしい。
真緒の母 / 鬼堂院 結真（きどういん ゆうま）
声 - 不明
真緒の母親。故人。旧姓は「庚（かのえ）」。

## 用語
現世騎士団（ナイツ・オブ・ザ・ワールド）
国境・民族を越えた騎士の国際組織で、創設以来900年の歴史を持つ。国家同様の主権団体として数多くの国からも承認されており、21世紀の現代においても全世界で約1万人のメンバーが人知れず活躍している。
鳳莱島（ほうらいとう）
現世騎士団東アジア区館の本拠地で、葉太郎の故郷。港に面した市街地は西洋的な建物が並ぶ。

## 既刊一覧

### 小説
- 子安秀明（著） / 茨乃（イラスト） 『ランス・アンド・マスクス』 ポニーキャニオン〈ぽにきゃんBOOKS〉、全9巻
  1. 2013年12月3日初版発行（同日発売[5]）、ISBN 978-4-86529-009-7
  2. 2014年5月3日初版発行（同日発売[6]）、ISBN 978-4-86529-027-1
  3. 2014年10月3日初版発行（同日発売[7]）、ISBN 978-4-86529-099-8
  4. 2015年3月3日初版発行（同日発売[8]）、ISBN 978-4-86529-116-2
  5. 2015年10月3日初版発行（同日発売[9]）、ISBN 978-4-86529-153-7
  6. 2015年12月3日初版発行（同日発売[10]）、ISBN 978-4-86529-170-4
  7. 2016年12月17日初版発行（同日発売[11]）、ISBN 978-4-86529-253-4
  8. 2018年6月17日初版発行（同日発売[12]）、ISBN 978-4-86529-291-6
  9. 2018年8月17日初版発行（同日発売[13]、ISBN 978-4-86529-293-0

### 漫画
- 子安秀明（原作） / 茨乃（キャラクター原案） / 咲良（作画） 『ランス・アンド・マスクス-インサイドプラス-』 ポニーキャニオン〈ぽにきゃんBOOKS〉、2015年10月3日発売[14]、ISBN 978-4-86529-169-8

## テレビアニメ
2014年5月に同レーベル初のアニメ化が発表され、同年9月に一部スタッフが、翌2015年3月にメインキャストが発表。2015年10月から12月までTBSほかにて放送された。
Twitterのアニメ公式アカウントにおいて2015年9月24日から12月31日まで動画『真緒と毎日おしゃべり』が全100日目まで配信された。Vine上で作られた3Dモデルの真緒が語り掛ける、というもの。

### スタッフ
- 原作・シリーズ構成・脚本 - 子安秀明『Lance N' Masques』（『ぽにきゃんBOOKS』刊）[3]
- 原作イラスト - 茨乃[3]
- 監督 - イシグロキョウヘイ[3]
- キャラクターデザイン・総作画監督 - 大田謙治[3]
- プロップデザイン - 澤田謙治
- 美術監督 - 伊東広道[3]
- 美術設定 - 金平和茂[3]
- 色彩設計 - 歌川律子[3]
- 撮影監督 - 関谷能弘[3]
- 編集 - 三嶋章紀[3]
- 音響監督 - 本山哲[3]
- 音楽 - 堤博明[3]、木村秀彬[3]
- 音楽制作 - ポニーキャニオン[3]
- 音楽プロデューサー - 高畑裕一郎[3]
- プロデューサー - 向田真登[3]、田中豪[3]、青木隆夫[3]、細田成樹[3]、福田順[3]、久住善典[3]、藍谷厚史[3]
- アニメーションプロデューサー - 住友英司[3]
- アニメーション制作 - Studio五組
- 製作協力 - ポニーキャニオン[3]、Studio五組[3]、ドコモ・アニメストア[3]、クロックワークス[3]、ダックスプロダクション[3]、日本ナレーション演技研究所[3]
- 製作 - 「ランス・アンド・マスクス」製作委員会、TBS

### 主題歌
オープニングテーマ「Light for Knight」
作詞 - UINA☆BUNNY / 作曲・編曲 - 浅田靖、小高光太郎 / 歌 - 三森すずこ
エンディングテーマ「Little*Lion*Heart」
作詞 - hotaru / 作曲・編曲 - eba / ストリングスアレンジ - 秋月須清 / 歌 - 竹達彩奈

### 各話リスト
| 話数         | タイトル                       | 絵コンテ                    | 演出               | 作画監督                                                                |
| ------------ | ------------------------------ | --------------------------- | ------------------ | ----------------------------------------------------------------------- |
| Episode I    | 本物の騎士（ヒーロー）なのだ   | イシグロキョウヘイ          | イシグロキョウヘイ | 大田謙治                                                                |
| Episode II   | その覚悟があるのか             | 筆坂明規                    | 筆坂明規           | 中谷亜沙美 本田辰雄                                                     |
| Episode III  | お待たせしました、レディ       | 大橋誉志光                  | 福岡大生           | 橋口隼人 世良コータ                                                     |
| Episode IV   | パーパ                         | 政木伸一                    | 政木伸一           | 永山恵 澤田謙治                                                         |
| Episode V    | 今日から家族だ                 | 林直孝                      | 関大               | Park Jae Seok 飯飼一幸 桜井このみ Kim Gang Won                          |
| Episode VI   | 今日だけは特別だからね！       | いわたかずや                | いわたかずや       | 横松雄馬                                                                |
| Episode VII  | オレのものになれよ             | 筆坂明規                    | 矢花馨             | 中谷亜沙美 藤田亜耶乃 阪本麻衣 清水由紀子 水野隆宏                      |
| Episode VIII | 勇気をください                 | 山本天志                    | 山本天志           | 永山恵 正金寺直子                                                       |
| Episode IX   | 突撃（チャージ）               | イシグロキョウヘイ 福岡大生 | 福岡大生           | 澤田謙治 三股浩史 正木優太 寿夢龍 水野隆宏                              |
| Episode X    | なりたい自分になれ             | 宮野明                      | 関大               | 飯飼一幸 Park Jae Seok Lee Joo Hyun                                     |
| Episode XI   | 騎士道                         | 筆坂明規                    | 筆坂明規           | 横松雄馬 清丸悟 正木優太 片岡英之 三股浩史 筆坂明規                     |
| Episode XII  | それが僕の騎士である意味なんだ | イシグロキョウヘイ          | イシグロキョウヘイ | 大田謙治 正金時直子 永山恵 酒井孝裕 三股浩史 横松雄馬 筆坂明規 正木優太 |

### 放送局
| 放送期間                 | 放送時間                     | 放送局         | 対象地域   | 備考             |
| ------------------------ | ---------------------------- | -------------- | ---------- | ---------------- |
| 2015年10月2日 - 12月18日 | 金曜 1:46 - 2:16（木曜深夜） | TBSテレビ      | 関東広域圏 | 製作局           |
|                          | 金曜 3:00 - 3:30（木曜深夜） | CBCテレビ      | 中京広域圏 |                  |
| 2015年10月4日 -          | 日曜 1:00 - 1:30（土曜深夜） | BS-TBS         | 日本全域   |                  |
| 2015年10月5日 -          | 月曜 1:00 - 1:30（日曜深夜） | サンテレビ     | 兵庫県     |                  |
| 2015年10月12日 -         |                              | TBSチャンネル1 | 日本全域   | リピート放送あり |
| 2016年5月19日 - 8月4日   | 木曜 0:00 - 0:30（水曜深夜） | AT-X           | 日本全域   | リピート放送あり |

| 配信期間                      | 配信時間           | 配信サイト         | 備考                             |
| ----------------------------- | ------------------ | ------------------ | -------------------------------- |
| 2015年10月8日 - 12月24日      | 木曜 22:00 - 22:30 | ニコニコ生放送     | TV版とは異なるエンドカードを使用 |
|                               | 木曜 22:30 更新    | ニコニコチャンネル | 第1話無料、第2話以降1週間無料    |
| 2015年10月19日 - 2016年1月4日 | 月曜 12:00 更新    | GYAO!              | 第1話無料、第2話以降1週間無料    |
|                               |                    | バンダイチャンネル | 第1話無料、第2話以降有料         |

### BD / DVD
| 巻 | 発売日         | 収録話          | 規格品番   | 規格品番   | 規格品番   |
| 巻 | 発売日         | 収録話          | BD特装版   | BD通常版   | DVD        |
| -- | -------------- | --------------- | ---------- | ---------- | ---------- |
| 1  | 2015年12月16日 | 第1話 - 第2話   | PCXG-50511 | PCXG-50521 | PCBG-52571 |
| 2  | 2016年1月20日  | 第3話 - 第4話   | PCXG-50512 | PCXG-50522 | PCBG-52572 |
| 3  | 2016年2月17日  | 第5話 - 第6話   | PCXG-50513 | PCXG-50523 | PCBG-52573 |
| 4  | 2016年3月16日  | 第7話 - 第8話   | PCXG-50514 | PCXG-50524 | PCBG-52574 |
| 5  | 2016年4月20日  | 第9話 - 第10話  | PCXG-50515 | PCXG-50525 | PCBG-52575 |
| 6  | 2016年5月18日  | 第11話 - 第12話 | PCXG-50516 | PCXG-50526 | PCBG-52576 |

### Webラジオ
『ランス・アンド・マスクス 〜RADIO騎士団〜』（ランス・アンド・マスクス ナイト・オブ・ザ・レイディオ）のタイトルで2015年9月24日から12月24日まで音泉にて配信されたWebラジオ番組。毎週木曜に更新。パーソナリティは山下大輝（花房葉太郎 役）と小澤亜李（鬼堂院真緒 役）が務めた。
2015年10月1日から2016年3月1日まで『ランス・アンド・マスクス 〜ニコ生騎士団〜』（ランス・アンド・マスクス ナイト・オブ・ザ・ニコナマ）としてニコニコ生放送にて毎月1回配信されていた。

### 関連書籍
ポニーキャニオン〈ぽにきゃんBOOKS〉刊
- 『TVアニメ「ランス・アンド・マスクス」公式ファンブック第1巻』2015年11月20日発売[21]、ISBN 978-4-86529-180-3
- 『TVアニメ「ランス・アンド・マスクス」公式ファンブック第2巻』2015年12月20日発売[22]、ISBN 978-4-86529-181-0
- 『TVアニメ「ランス・アンド・マスクス」公式ファンブック第3巻』2016年1月20日発売[23]、ISBN 978-4-86529-191-9